# Museu de História da Arte em Viena
O Museu de História da Arte em Viena (em alemão: Kunsthistorisches Museum) é um museu de belas-artes e artes decorativas localizado nas cidades de Viena e Innsbruck, na Áustria. É um dos mais antigos museus do gênero no mundo. Foi inaugurado em 1891, tendo sido construído por Gottfried Semper e Karl von Hasenauer em estilo renascentista italiano para abrigar a vasta coleção imperial dos Habsburgos, que, ao longo dos séculos, foram entusiásticos patronos das artes. Seu acervo é um dos mais ricos em seu gênero, e foi formado a partir dos gabinetes de arte e curiosidades dos arquiduques Francisco Fernando e Leopoldo Guilherme, e do imperador Rodolfo II.
A coleção abrange peças desde a antiguidade grega, romana e egípcia até a arte barroca, e está dividida na sede principal em Viena e nos museus subsidiários do Castelo de Ambras e no Museu Lipizzaner, em Innsbruck, e nos palácios de Hofburg e Schönbrunn, também em Viena. Desde 2006, fazem parte, do complexo, o Museu de Etnologia e o Museu Austríaco do Teatro.
O edifício situa-se na Ringstraße, num imponente palácio coroado com uma cúpula octogonal.

## Departamentos
Seus departamentos estão assim constituídos:
- Galeria de Pinturas: proveniente de uma das mais antigas coleções principescas privadas. Foi fundada pelo arquiduque Leopoldo Guilherme em meados do século XVII com obras adquiridas do governador dos Países Baixos. Possui cerca de 1 400 pinturas, especialmente de mestres venezianos (Ticiano, Veronese, Tintoretto, e outros), mas também flamengos como van Eyck, Rubens e van Dyck.
- Coleção Egípcia e do Oriente Próximo: uma das maiores do mundo para obras das antigas dinastias do Egito. Iniciada em meados do século XIX, cresceu com aquisições, doações e novos achados em escavações. A sua divisão sobre o Oriente Próximo conta com raridades do sul da Arábia.
- Antiguidades Gregas e Romanas: originária do acervo dos Habsburgos, é também ela uma das mais importantes do mundo. Cobre um período desde a Idade do Bronze em Chipre (3000 a.C) até achados eslavos do primeiro milênio antes da era Cristã. Possui peças raríssimas de camafeus e tesouros datando das migrações dos povos bárbaros do início da Idade Média.

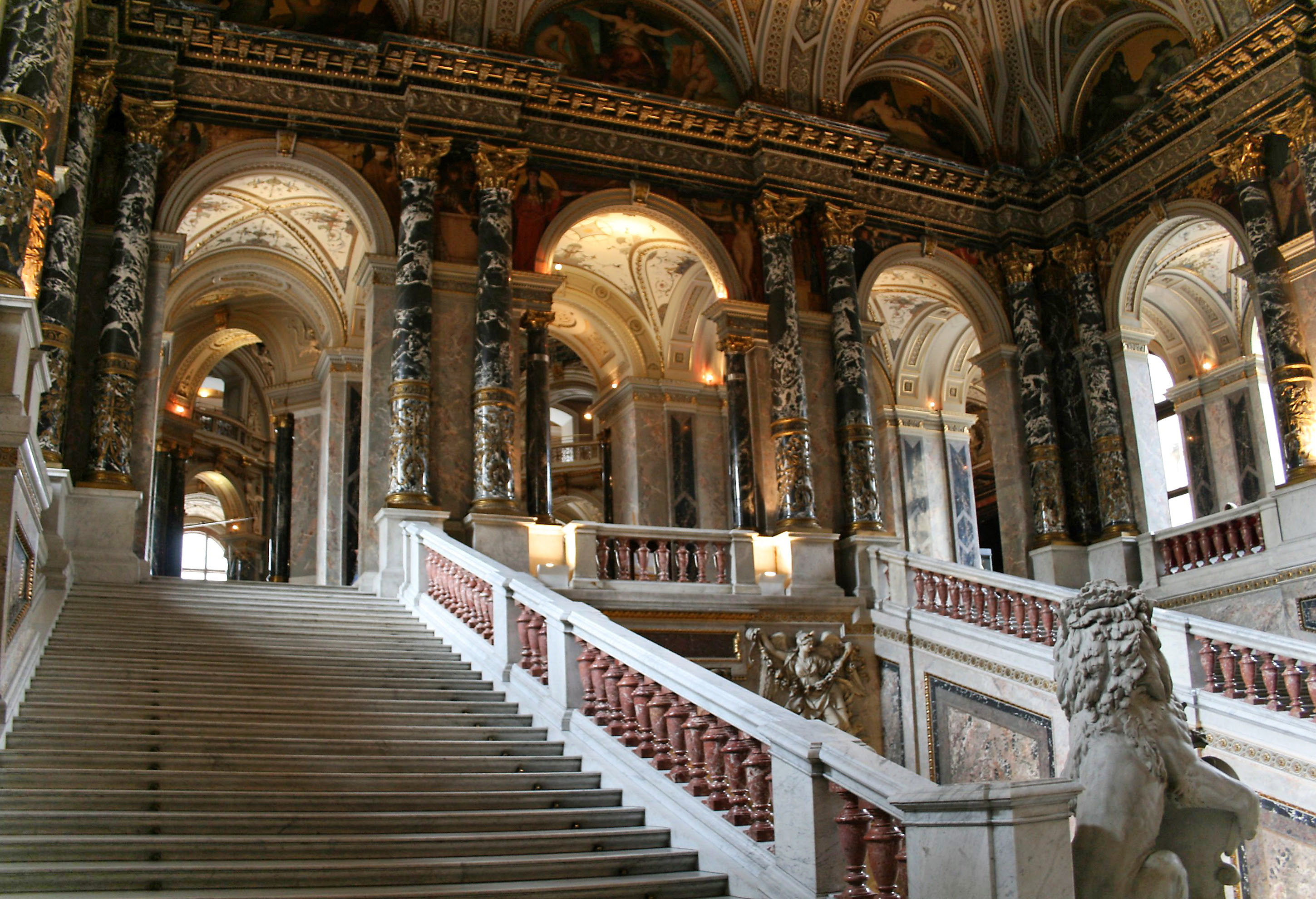
Aspecto da escadaria no interior.

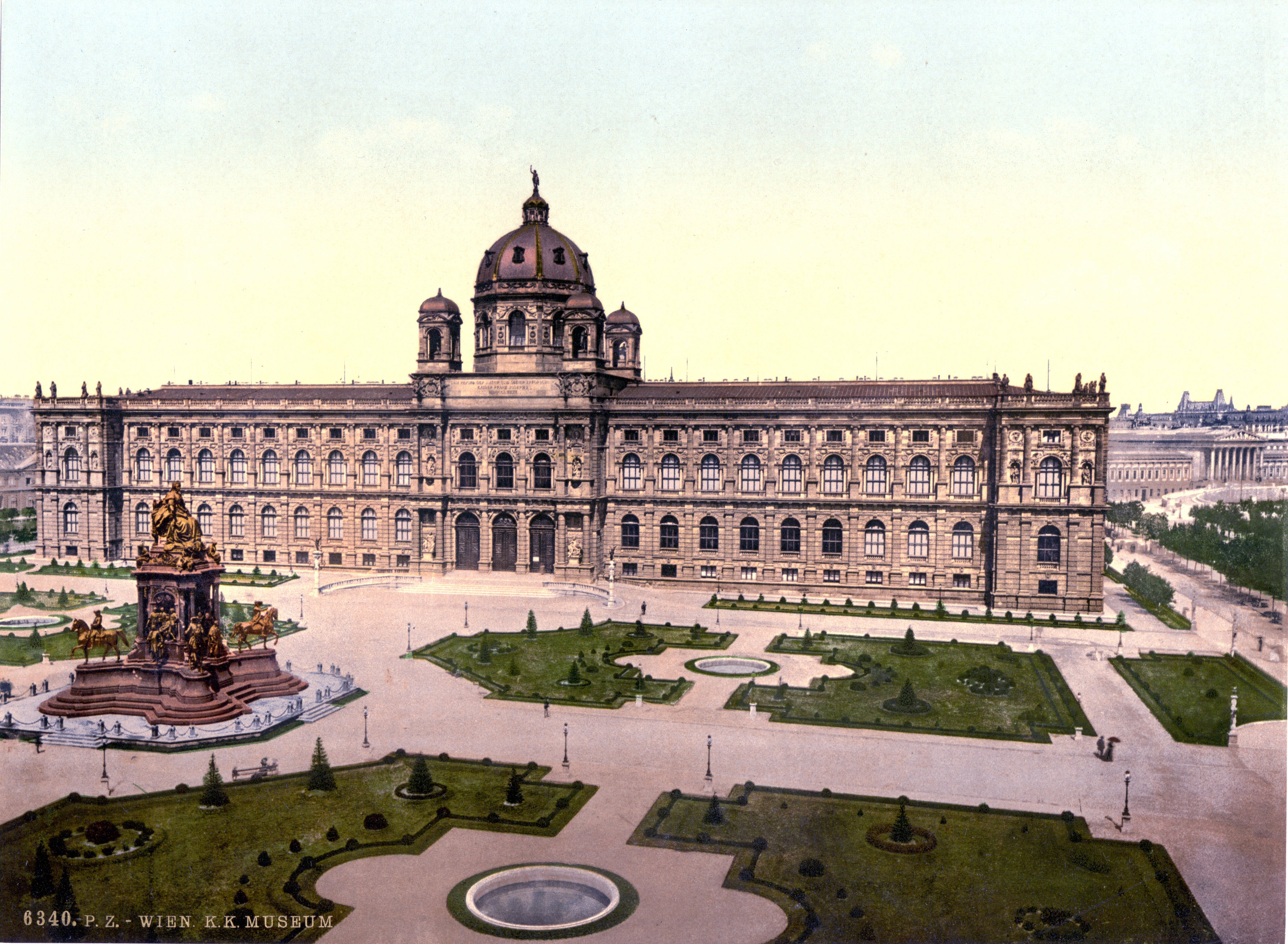
O Kunsthistorisches Museum no início do século XX.

- Museu de Éfeso: com achados nas escavações empreendidas por arqueólogos austríacos nas ruínas de Éfeso, e outros provenientes da ilha de Samotrácia.
- O Tesouro Secular: com peças do mais alto nível em ourivesaria, com mais de um milênio de história. Particularmente importantes são as insígnias do Sacro Império Romano-Germânico e do Império Austríaco, incluindo a coroa imperial. É a maior coleção mundial de objetos da realeza europeia medieval, além de contar com uma multiplicidade de outros itens em joias e uma parte inteiramente dedicada a objetos ligados ao culto, o Tesouro Eclesiástico, com vestimentas litúrgicas, relicários, objetos de altar etc.
- Coleção de Esculturas e Artes Decorativas: com obras escultóricas, de artes aplicadas, tapeçarias, e instrumentos científicos, além de objetos naturais.
- Gabinete de Numismática: com mais de 700 mil peças em moedas, medalhas, papel-moeda, ordens e outros itens.
- Coleção de Instrumentos Musicais Antigos: contando com peças antigamente de propriedade de ou que foram usadas por importantes músicos e compositores. Tem o mais importante instrumentarium de peças da Renascença.
- Coleção de Armas e Armaduras: a mais bem documentada coleção deste gênero no Ocidente, sendo todas as suas peças, sem exceção, ligadas a algum acontecimento histórico notável.
- Museu de Carruagens e Departamento de Uniformes: com carruagens da antiga coleção da corte austríaca, com cerca de 100 exemplares, e uma seção com os uniformes usados por seus condutores e por oficiais da corte.
- Museu Lipizzaner, preservando a história da afamada Imperial Escola Espanhola de Montaria, com pinturas, aquarelas, gravuras, fotografias, uniformes, equipamentos de montaria e treinamento dos cavalos Lipizzaner, além dos estábulos com seus cavalos.
- Castelo de Ambras: localizado em Innsbruck, é um importante monumento histórico por si mesmo, e busca reconstituir o modo de vida do arquiduque Ferdinando II, generoso patrono das artes, com seções de retratos, armas, esculturas e outras peças da coleção daquele ilustrado príncipe.
- Biblioteca: com mais de 240 mil volumes entre incunábulos, livros, mapas e gravuras que datam desde o século XV, é, ainda, um centro de pesquisas e constantemente expande seu acervo e moderniza seus recursos com material audiovisual em vários meios.
- Arquivo: com 25 mil entradas relacionadas a itens da coleção do museu, além de manuscritos, obituários, fotos, jornais, pôsteres e outros objetos.

## Obras da coleção
Esculturas e objetos

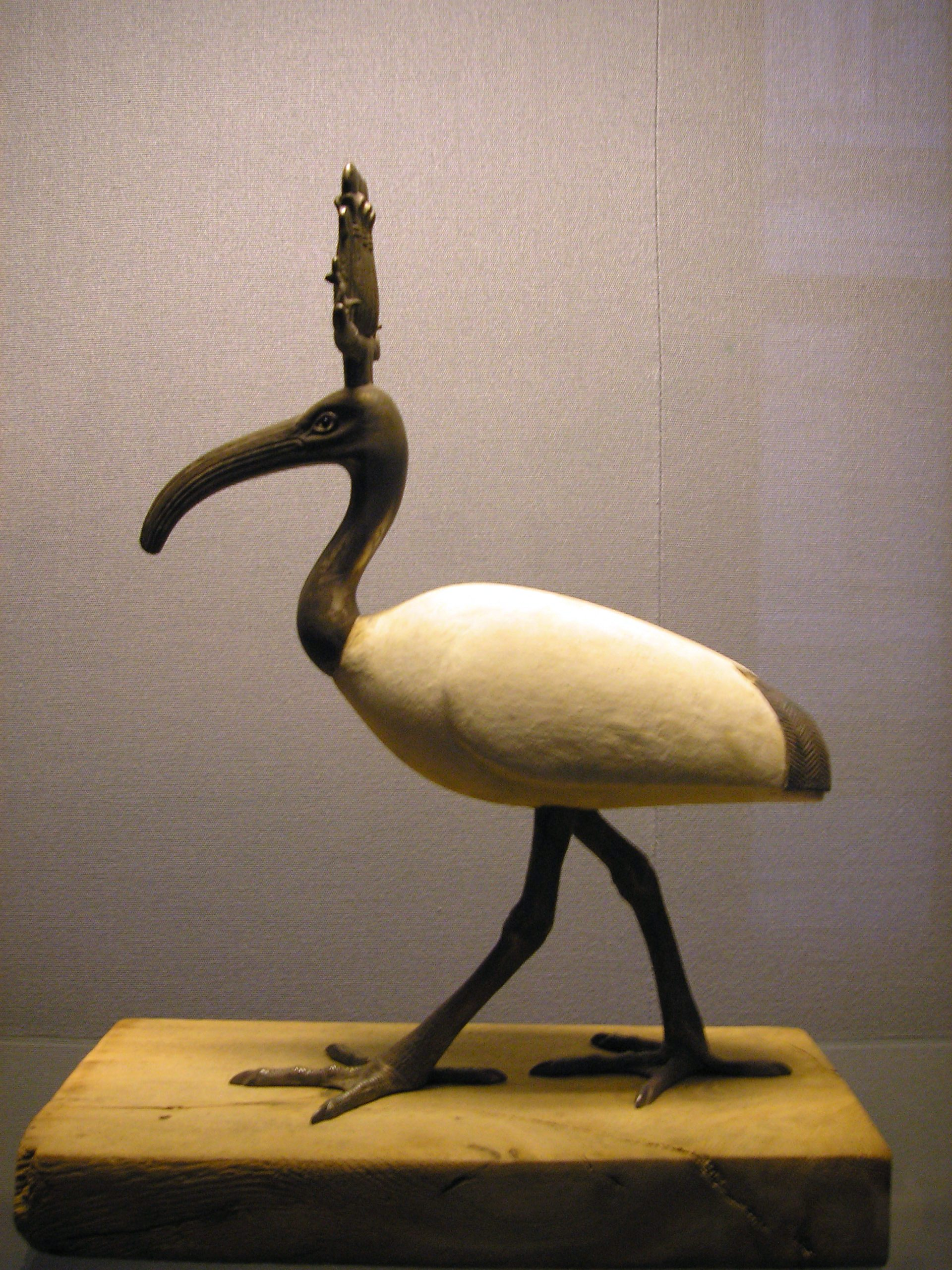
Arte egípcia
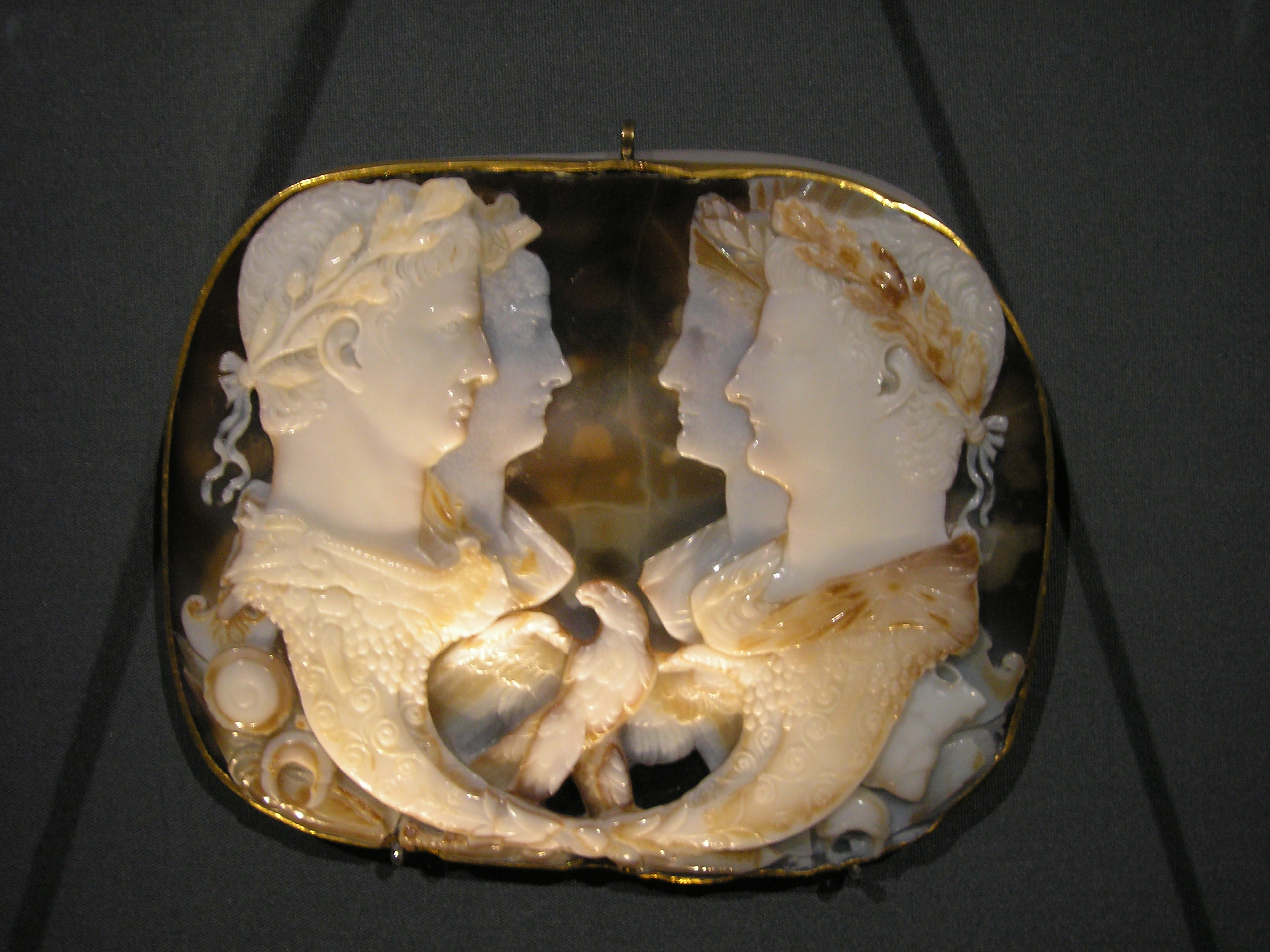
Camafeu romano
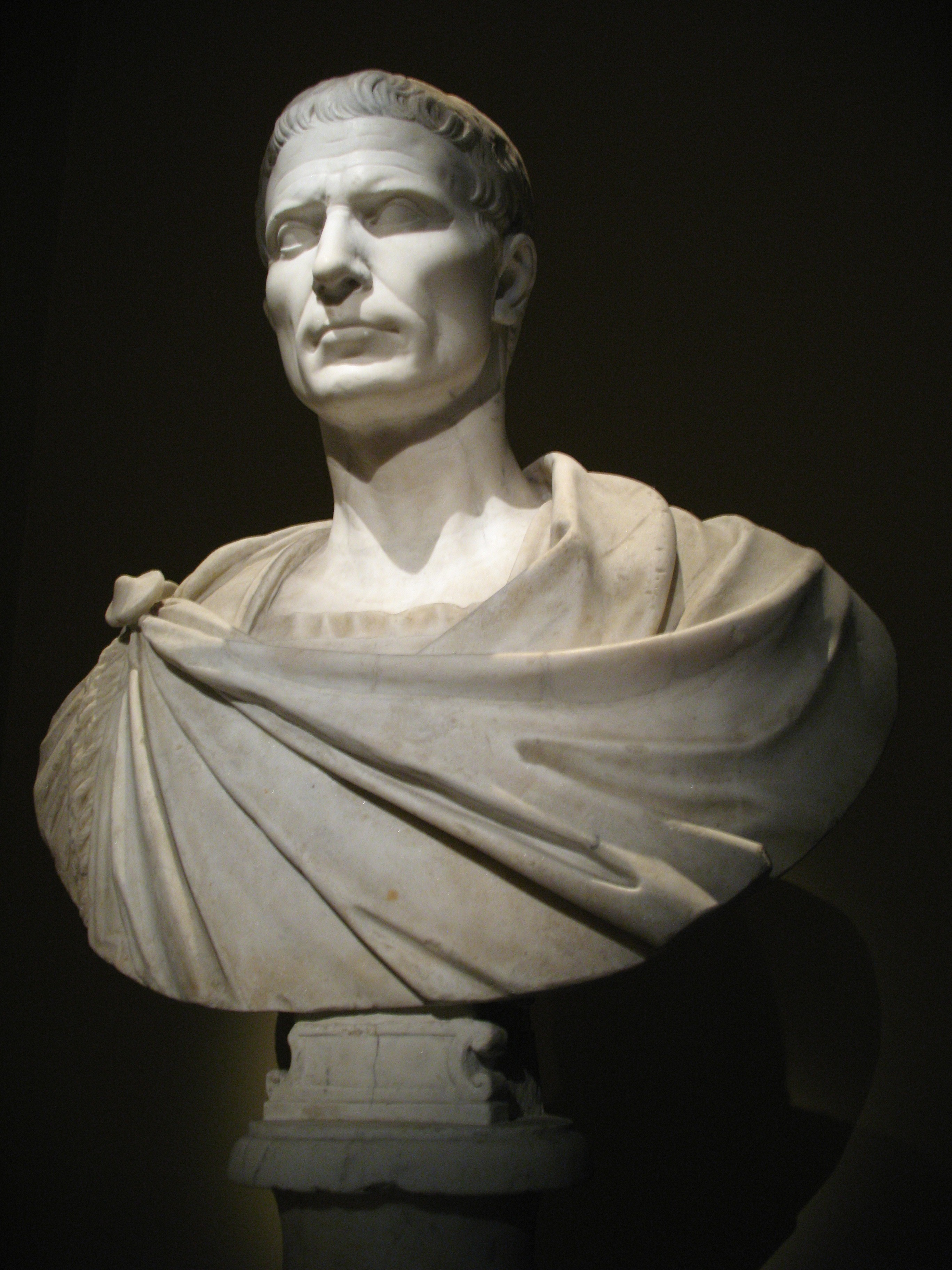
Busto de Júlio César
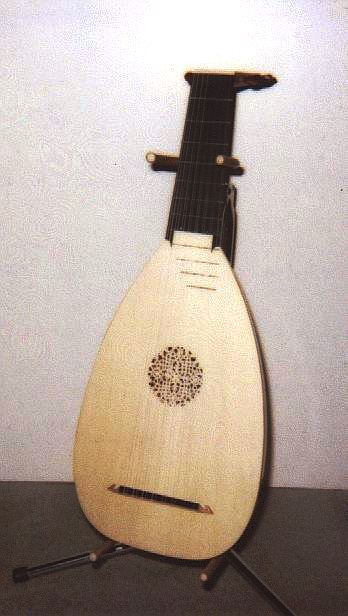
Alaúde renascentista
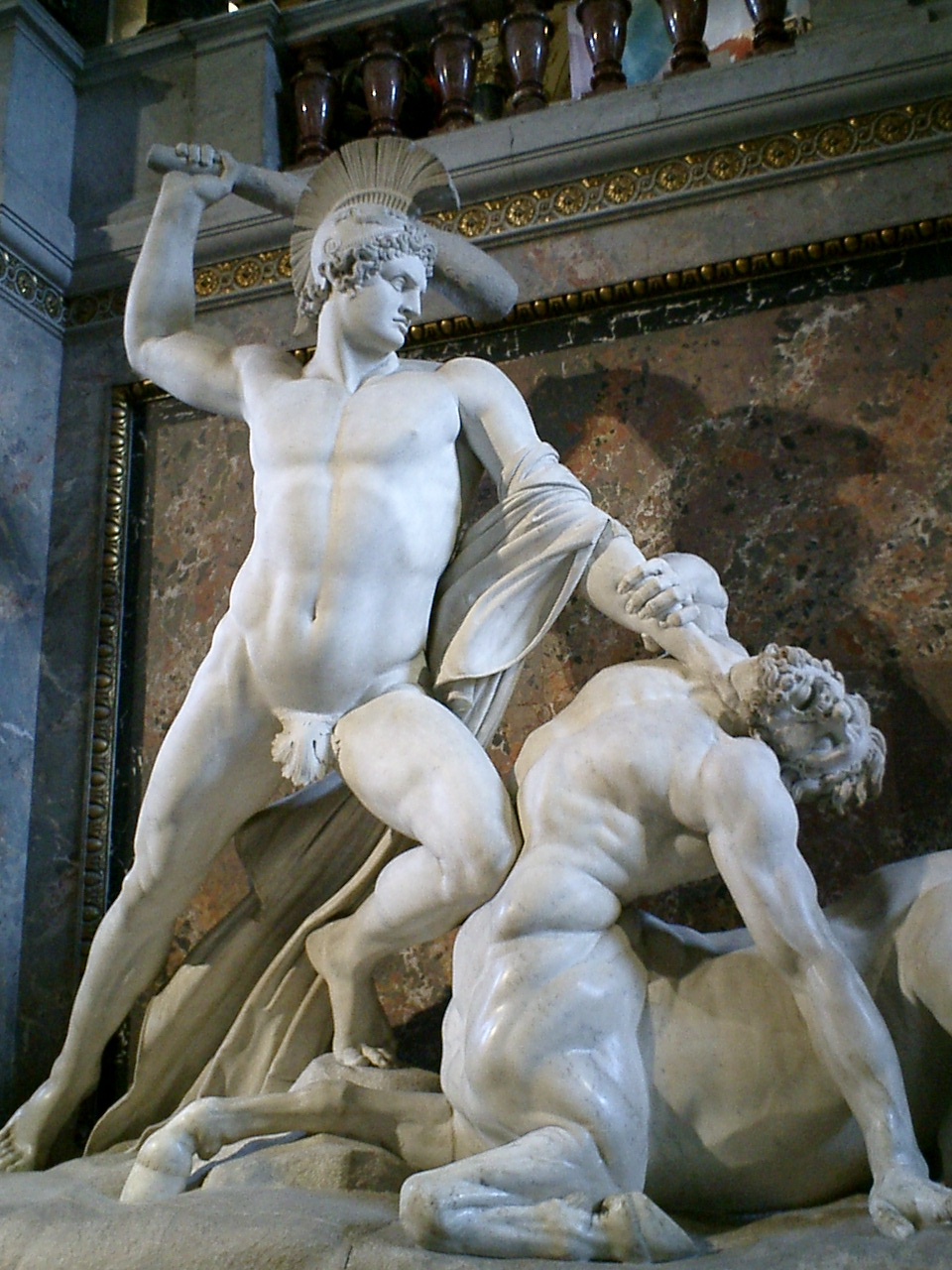
Canova: Teseu
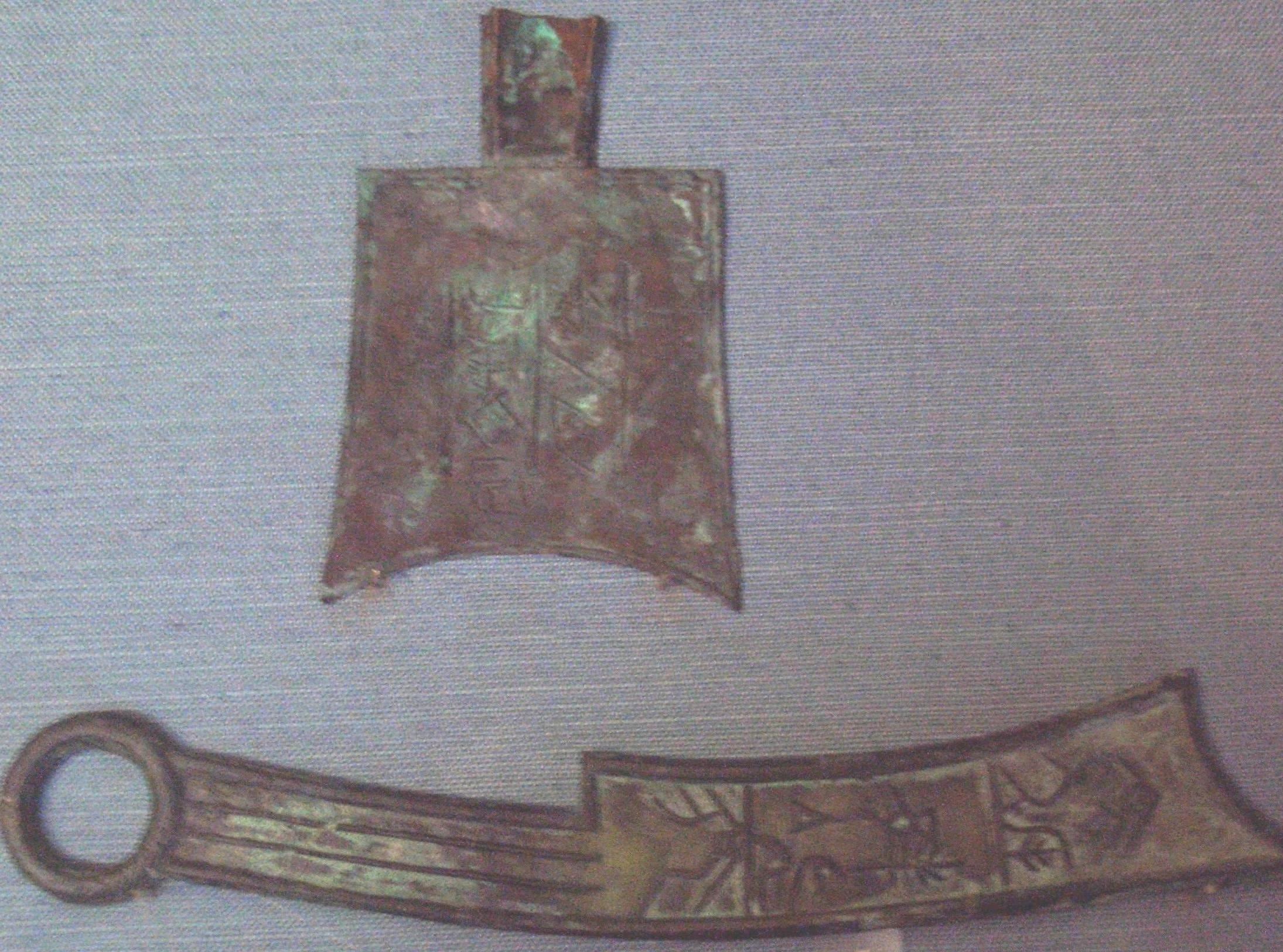
Moedas chinesas

Pinturas

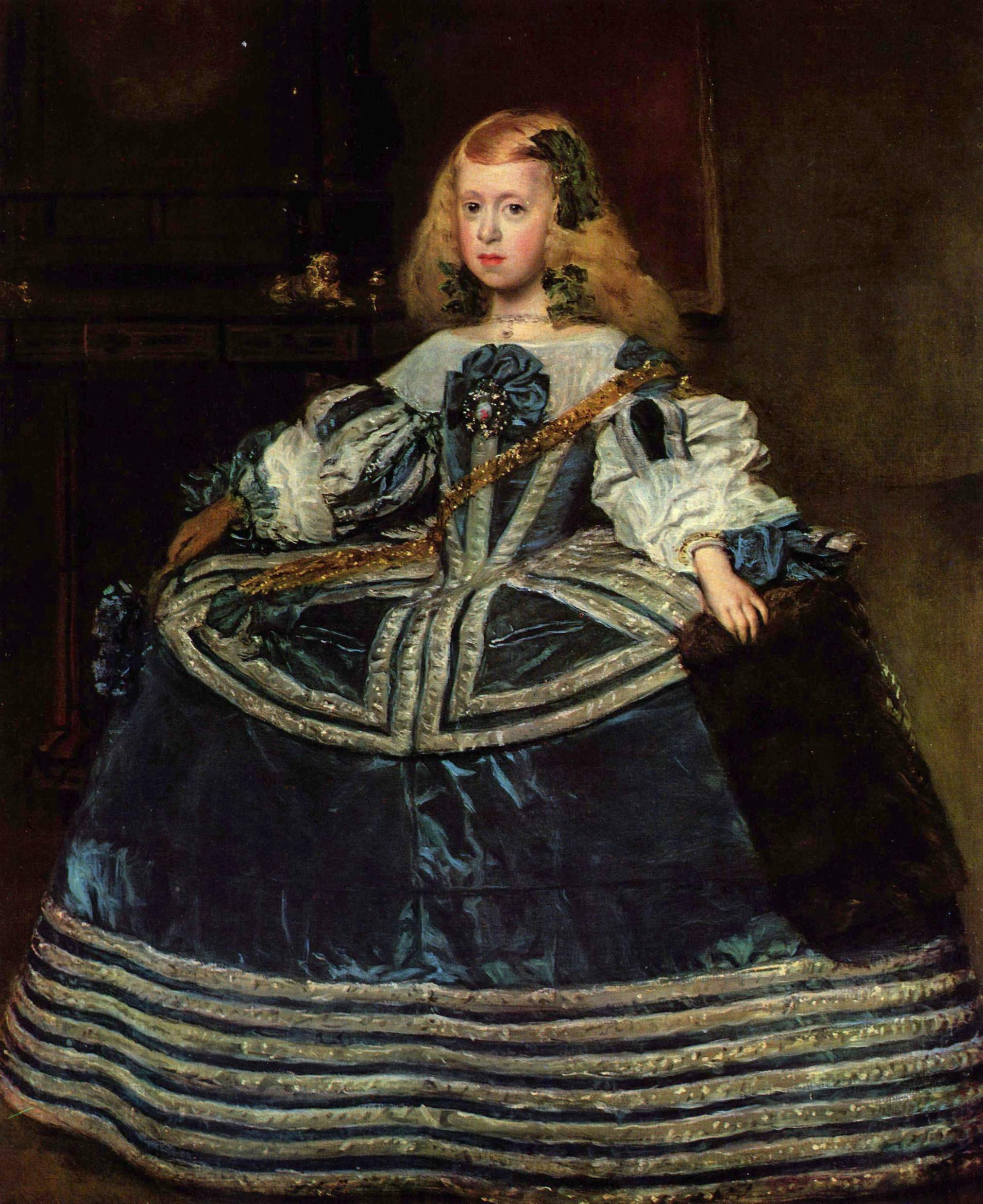
Velázquez: Infanta Margarita Teresa em vestido azul
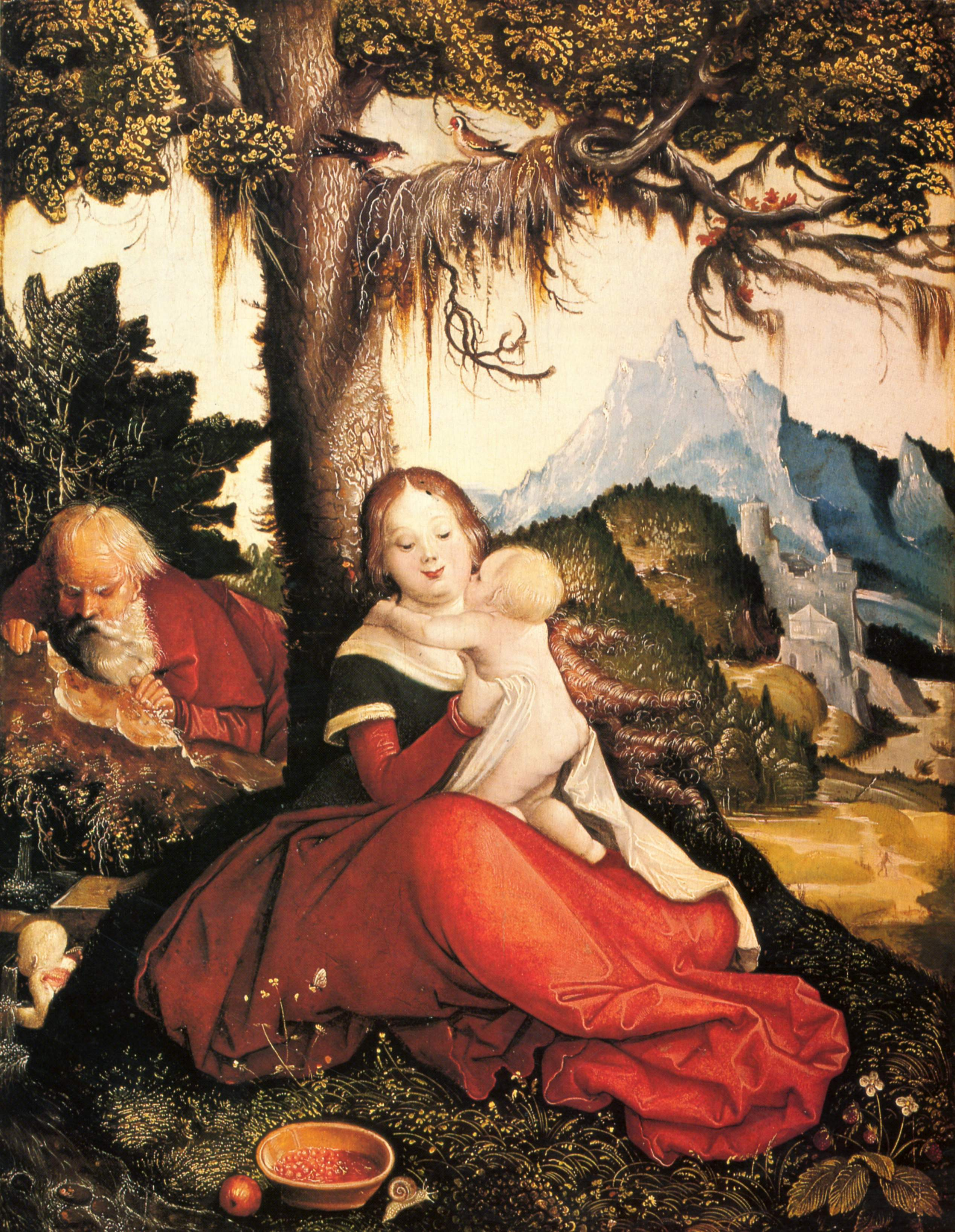
Baldung: A Sagrada Família
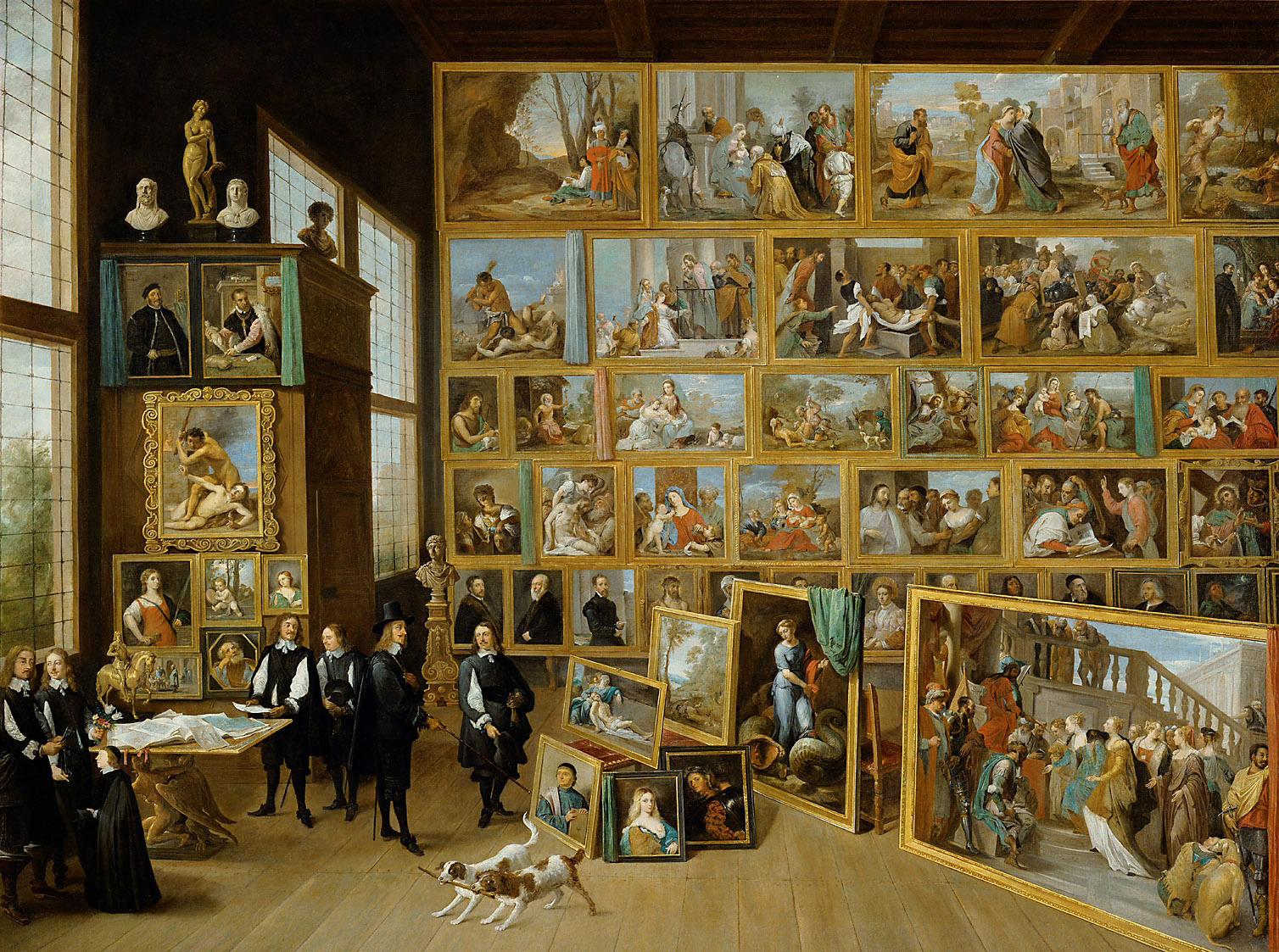
Teniers: O arquiduque Leopoldo Guilherme em sua galeria em Bruxelas
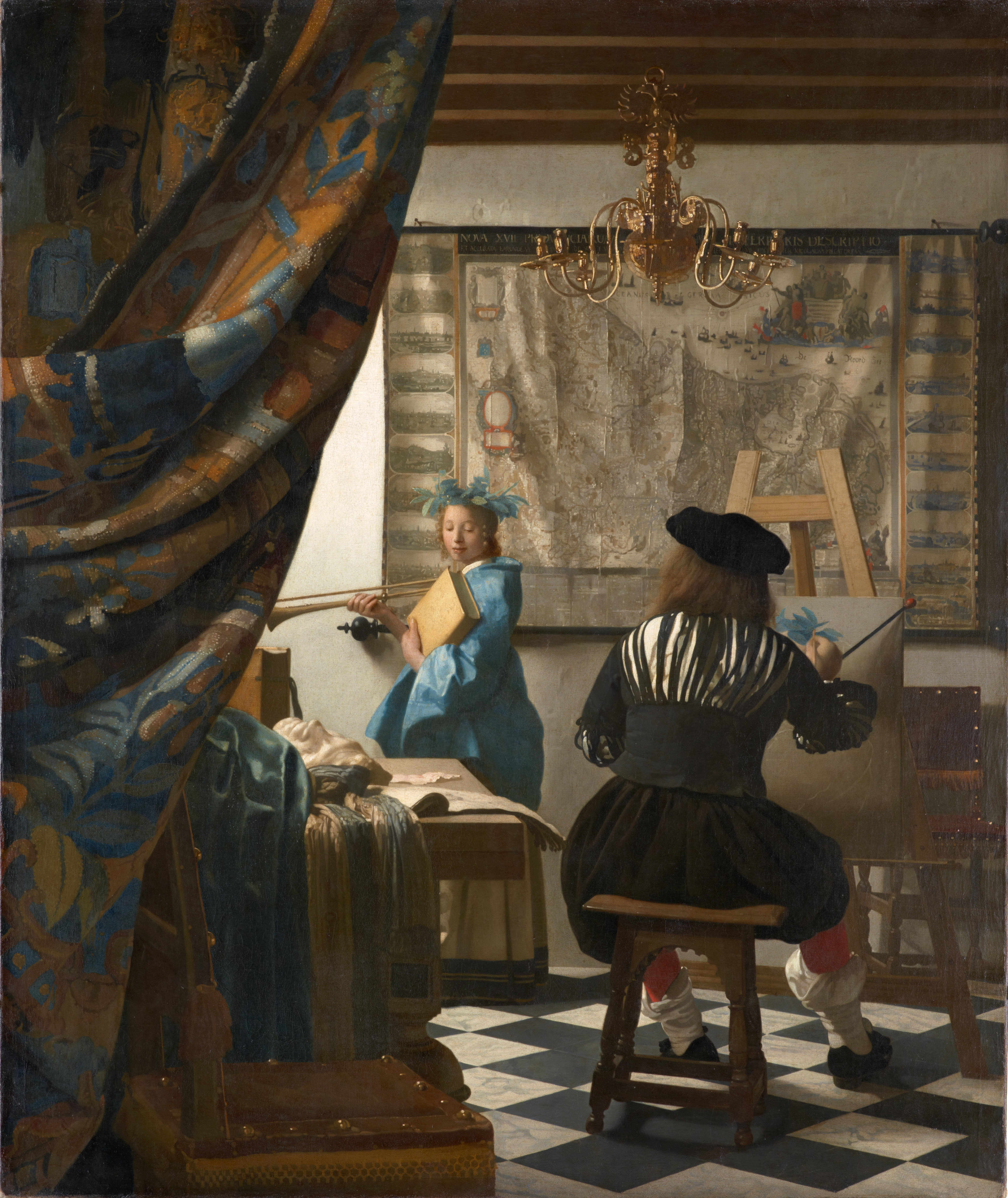
Vermeer: Alegoria da Pintura
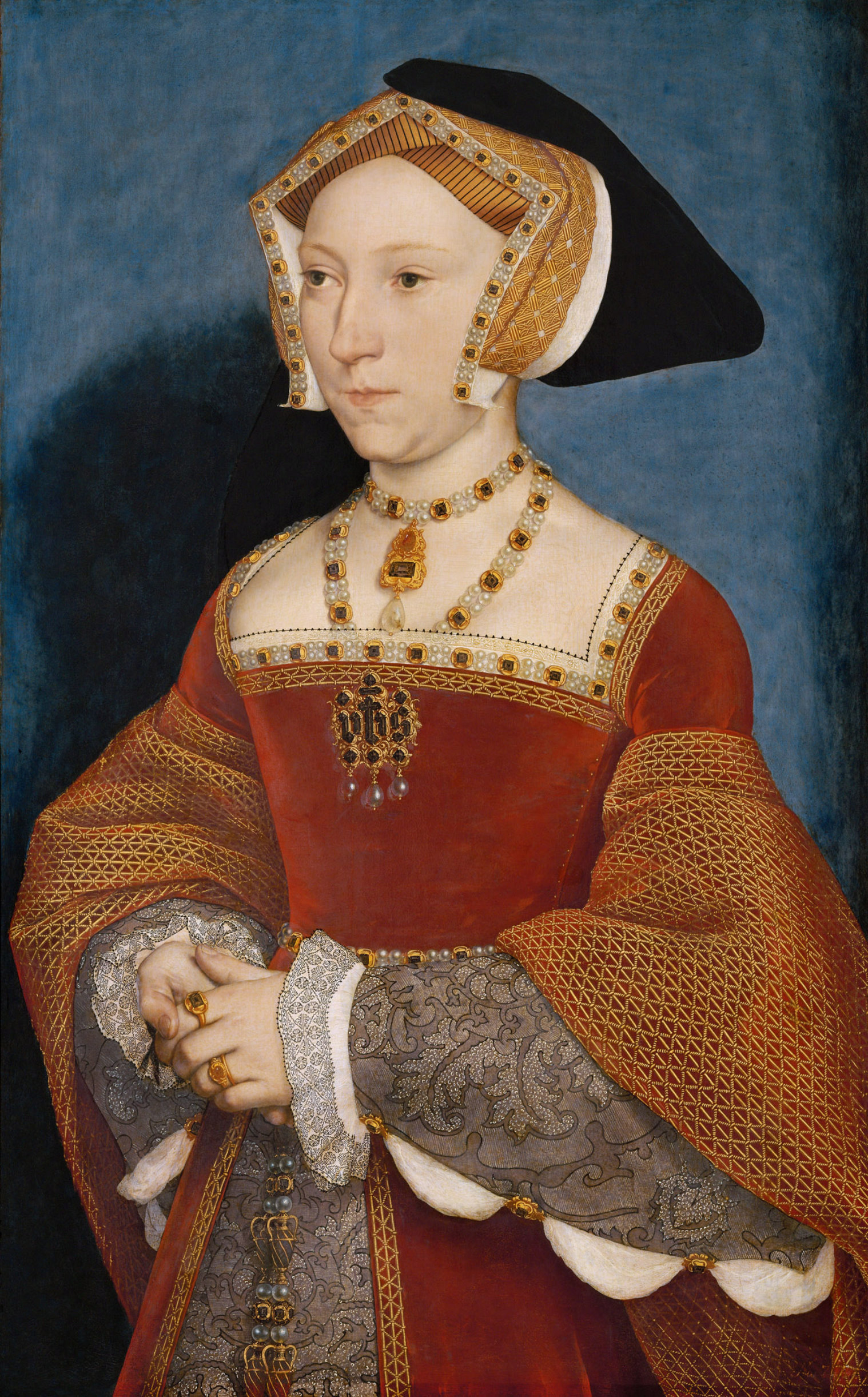
Holbein: Retrato de Jane Seymour
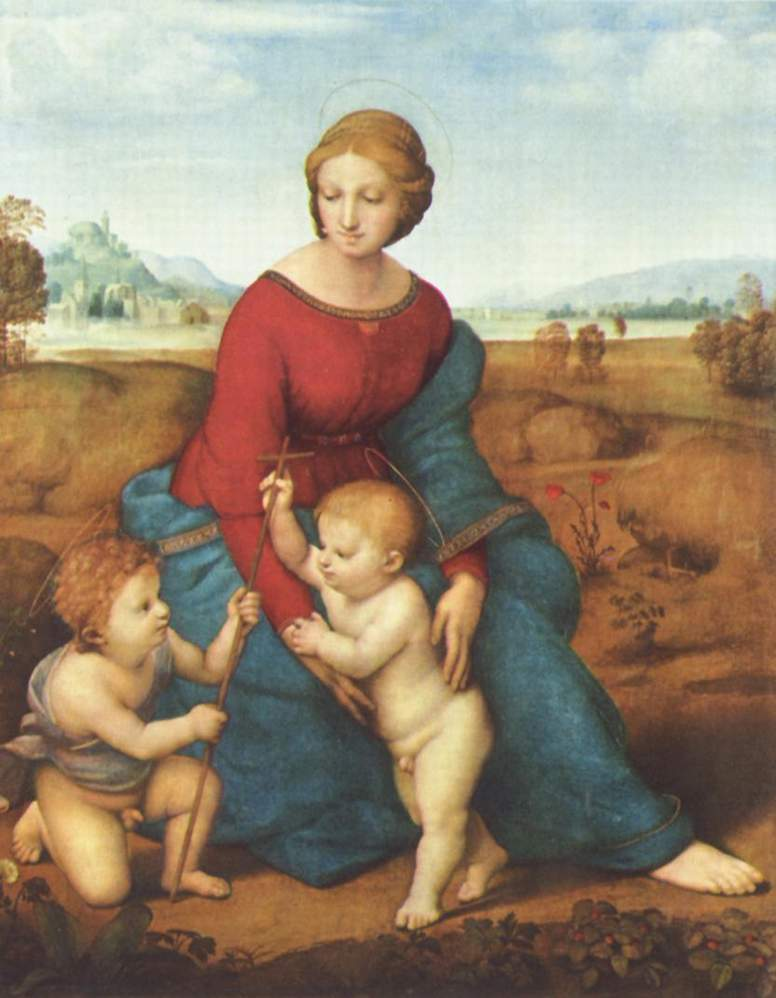
Rafael: Virgem do prado